# توم بارسونز
توم بارسونز (2 مايو 1987 بملبورن في أستراليا - ) (بالإنجليزية: Tom Parsons)‏ هو لاعب كريكت بريطاني. لعب مع نادي مقاطعة ميدلسكس للكريكت ‏ ونادي مقاطعة هامبشاير للكريكت ‏ وKent County Cricket Club ‏ وBerkshire County Cricket Club ‏ وLoughborough MCC University ‏.

## وصلات خارجية
- توم بارسونز على موقع إي آس بي آن كريك إنفو (الإنجليزية)